# Habenaria nabucoi
Habenaria nabucoi là một loài thực vật có hoa trong họ Lan. Loài này được Ruschi mô tả khoa học đầu tiên năm 1973.